# Koeberlinia spinosa
Koeberlinia spinosa é a única espécie da família Koeberliniaceae de plantas angiospérmicas (plantas com flor). Também conhecida pelos nomes, Coroa de espinhos, Espinheiro e Espinho da crucificação. É um arbusto espinhoso, oriundo das zonas áridas dos Estados Unidos e do México.